# Minidisc (album)
Minidisc is het debuutalbum van Gescom uit 1998 in het genre experimentele elektronische muziek. Het album werd oorspronkelijk uitsluitend uitgegeven op het minidisc-formaat, in 2001 heruitgebracht op minidisc en in 2006 ook op cd. De medewerkers van het album waren Sean Booth en Rob Brown (ofwel Autechre) en Russell Haswell (van Or Records).

## Inhoud
Minidisc was 's werelds eerste album dat enkel op minidisc werd uitgebracht. Minidisc bestaat uit 45 nummers verdeeld over 88 tracks welke in willekeurige volgorde (shuffle mode) zouden moeten worden afgespeeld. Het maakt dan gebruik van de eigenschap van de minidisc om nummers in willekeurige volgorde af te kunnen spelen zonder (korte) onderbreking. Een cd kan dit niet.

## Prijs
2000: Prix Ars Electronica: Award of distinction

## Tracklist
Het originele minidiscalbum had een exacte looptijd van 67:06; latere cd of mp3-versies kunnen met een seconde verschillen.
1. "Cut Begin [1]" – 0:14
2. "Cut Begin [2]" – 0:10
3. "Cut Begin [3]" – 0:13
4. "Cut Begin [4]" – 0:08
5. "Cut Begin [5]" – 0:12
6. "Cut Begin [6]" – 0:16
7. "Cut Begin [7]" – 0:20
8. "Amendment 84" – 1:05
9. "Helix Shatterproof" – 1:06
10. "A Newer Beginning [1]" – 0:18
11. "A Newer Beginning [2]" – 1:09
12. "Polarized Beam Splitter [1]" – 0:37
13. "Polarized Beam Splitter [2]" – 0:09
14. "Polarized Beam Splitter [3]" – 0:43
15. "Polarized Beam Splitter [4]" – 1:19
16. "Polarized Beam Splitter [5]" – 0:22
17. "Inter" – 2:41
18. "RMI Corporate ID 1" – 0:09
19. "Pricks [1]" – 0:23
20. "Pricks [2]" – 3:56
21. "Pricks [3]" – 0:23
22. "Pricks [4]" – 0:06
23. "Devil" – 0:30
24. "Is We [1]" – 3:08
25. "Is We [2]" – 0:51
26. "Dan Dan Dan [1]" – 0:27
27. "Dan Dan Dan [2]" – 0:14
28. "Dan Dan Dan [3]" – 0:15
29. "Dan Dan Dan [4]" – 0:16
30. "Le Shark [1]" – 0:04
31. "Le Shark [2]" – 0:05
32. "Le Shark [3]" – 0:06
33. "Le Shark [4]" – 0:06
34. "Le Shark [5]" – 0:11
35. "Le Shark [6]" – 0:18
36. "Le Shark [7]" – 0:15
37. "1D Shapethrower" – 2:12
38. "Shoegazer" – 4:12
39. "Vermin [1]" – 0:14
40. "Vermin [2]" – 0:48
41. "Vermin [3]" – 0:14
42. "Hemiplegia 1" – 1:05
43. "Mcdcc" – 1:02
44. "Gortex" – 0:23
45. "Alf Sprey" – 0:13
46. "Interchangeable World [1]" – 0:09
47. "Interchangeable World [2]" – 0:33
48. "Interchangeable World [3]" – 1:17
49. "Cranusberg [1]" – 0:48
50. "Cranusberg [2]" – 4:15
51. "Cranusberg [3]" – 2:55
52. "Raindance" – 0:38
53. "Horse" – 0:04
54. "New Contact Lense" [sic] – 1:30
55. "Of Our Time" – 1:47
56. "Crepe [1]" – 0:04
57. "Crepe [2]" – 0:28
58. "Crepe [3]" – 0:04
59. "Crepe [4]" – 0:23
60. "Wab Wat" – 0:49
61. " 'MC" – 0:14
62. "Peel" – 1:03
63. "IGE" or "I G E" – 0:08
64. "Knutsford Services" – 0:57
65. "Fully [1]" – 2:24
66. "Fully [2]" – 1:46
67. "Squashed to Pureness [1]" – 0:09
68. "Squashed to Pureness [2]" – 0:15
69. "Squashed to Pureness [3]" – 0:10
70. "Squashed to Pureness [4]" – 0:49
71. "Yo! DMX Crew" – 2:47
72. "Go On" – 1:36
73. "Stroyer 2 [1]" – 0:20
74. "_ [1]" – 1:05
75. "_ [2]" – 0:09
76. "Shep" – 1:08
77. "Langue" – 0:08
78. "Poke [1]" – 0:10
79. "Poke [2]" – 0:15
80. "Poke [3]" – 0:31
81. "Poke [4]" – 0:14
82. "Hemiplegia 2" – 0:17
83. "Territory of Usage [1]" – 0:17
84. "Territory of Usage [2]" – 0:36
85. "Tomo [1]" – 0:15
86. "Tomo [2]" – 0:17
87. "RMI Corporate ID 2" – 0:07
88. "PT/AE" – 0:07